# Żmigródek
Żmigródek (deutsch Schmiegrode) ist ein Dorf in der Gemeinde Żmigród im Powiat Trzebnicki der polnischen Woiwodschaft Niederschlesien. Es liegt etwa drei Kilometer nördlich der Stadt Żmigród (deutsch Trachenberg). Das Dorf hatte 726 Einwohner im Jahr 2011. 
Ab 1815 gehörte das Dorf zum Landkreis Militsch in der preußischen Provinz Schlesien, die zwischen 1871 und dem Ende des Zweiten Weltkriegs (1939–45) einen Teil des Deutschen Reichs bildete.

## Geschichte
Seit dem 14. Jahrhundert gehörte das Dorf als Teil der schlesischen Herzogtümer zu den Ländern der Böhmischen Krone, die mit Beginn des 16. Jahrhunderts durch das Fürstengeschlecht Habsburg beherrscht wurden. Infolge des Ersten Schlesischen Kriegs (1740–42) und des Vorfriedens von Breslau (1742) erlangte das Königreich Preußen die Herrschaft über das Dorf und einen Großteil der schlesischen Herzogtümer. Mit dem Wiener Kongress 1815 entstand die Provinz Schlesien und das Dorf wurde in den Landkreis Militsch eingegliedert. Zwischen 1871 und 1945 gehörte das Dorf Żmigródek zusammen mit dem Landkreis Militsch zum Deutschen Reich. Im Frühjahr 1945 wurde die Provinz Schlesien von der sowjetischen Armee eingenommen und östlich der Oder/Neiße im Rahmen des Potsdamer Abkommens unter polnische Verwaltung gestellt. Mit Inkrafttreten des Zwei-plus-Vier-Vertrags 1991 gelangte das Dorf Żmigródek mit dem Gebiet der ehemaligen Provinz Schlesien östlich der Oder/Neiße offiziell zu Polen.

## Persönlichkeiten
- Bernd Klug (* 1934), deutscher Generalleutnant der Bundeswehr